# 点斑齿蟾
点斑齿蟾（学名：Oreolalax multipunctatus）也称密点齿蟾，一种分布于中华人民共和国四川省中部地区的两栖动物，隶属于角蟾科齿蟾属。模式产地为四川峨眉山。其种加词“multipunctatus”意为“多个斑点”。

## 形态特征
成年雄蟾体长47～50毫米。背面皮肤较粗糙，黄褐色或黄棕色，疣粒部位均有黑褐色斑点；腹面光滑，灰褐色。卵粒呈乳白色，卵径3.5毫米。第28–34期蝌蚪全长65毫米，头体长23毫米左右，尾长为头体长的184%；体背面棕褐色，尾部浅黄褐色，体尾均有大小黑褐色斑点。头体卵圆形，背平，吻宽圆。

## 保护
本种于2023年被收录入《有重要生态、科学、社会价值的陆生野生动物名录》。